# Diarmait Mac Murchada
Diarmait Mac Murchada of Dermot MacMurrough was koning van Leinster van 1126 tot 1171.

## Levensloop
Hij volgde zijn broer Énna Mac Murchada op in 1126. Zijn regeerperiode lang leefde hij in onmin met de hoge koningen van Ierland, meermaals werd hij van de troon gestoten. In 1166 vluchtte hij naar koning Hendrik II van Engeland en vroeg hem om bijstand. Diarmait kreeg steun van graaf Richard de Clare, bijgenaamd de Strongbow en gaf daarbij zijn dochter  Aoife ten huwelijk.
In 1169 vond de Normandische invasie van Ierland plaats onder leiding van Richard de Clare, Diarmait kon zijn troon heroveren. Hij stierf in mei 1171. In november van hetzelfde jaar viel koning Hendrik II zelf Ierland binnen en eiste de onderwerping van alle Ierse koningen. Hij deed hierbij beroep op de Laudabiliter, die door Paus Alexander III in 1172 werd herbevestigd. Koning Hendrik II van Engeland werd Heer van Ierland.
De titel van koning van Leinster werd opgeëist door de clan Caomhánach via zijn oudste zoon Domhnall Caomhánach. In 1603 werd de titel definitief afgeschaft.